# Parma (Idaho)
Parma ist eine Stadt (city) im Canyon County im US-Bundesstaat Idaho.

## Lage
Parma liegt am Boise River etwa 7 Kilometer oberhalb dessen Mündung in den Snake River auf einer Höhe von 680 Meter, etwa 12 nordwestlich des County Seat Caldwell. Nahe der Mündung lag im 19. Jahrhundert das  Fort Boise, von dem es in Parma eine Nachbildung gibt.
Durch den Ort verlaufen streckengleich die U.S. Highways 20, 26 und 95.
Die Stadt hat eine Fläche von 2,85 km², davon entfallen 2,80 km² auf Landflächen und 0,05 km² auf Wasserflächen.

## Demografie
Laut United States Census 2010 hatte Parma 1983 Einwohner, davon 1004 Männer und 979 Frauen. 662 Einwohner waren unter 20 Jahre alt, 273 waren 65 oder älter.

## Persönlichkeiten
- Charles Benjamin Ross (1876–1946), Politiker, Gouverneur des Bundesstaates Idaho, wurde in Parma geboren
- Gerald Louis Jerry Kramer (* 1936), American-Football-Spieler, lebte in Parma